# Price Brookfield
Emery Price Brookfield (Floydada, Texas, 10 de mayo de 1920-Pinehurst, Carolina del Norte, 17 de abril de 2006) fue un jugador de baloncesto estadounidense que disputó dos temporadas entre la BAA y la NBA, además de jugar en la NBL, la ABL y la NPBL. Con 1,93 metros de estatura, jugaba en la posición de escolta.

## Trayectoria deportiva

### Universidad
Jugó durante tres temporadas con los Buffaloes de la Universidad de West Texas A&M, siendo incluido en 1942 en el mejor quinteto consensuado All-American.

### Profesional
Comenzó su andadura profesional en 1945 en los Baltimore Bullets,que en aquella época formaban parte de la ABL. Al año siguiente ficha por los Chicago American Gears de George Mikan, que estaban en la NBL, jugando posteriormente en los Waterloo Hawks y los Anderson Packers.
En 1948 jugaría su primera temporada en la BAA, fichando por los Indianapolis Jets, con los que promedió 8,2 puntos y 2,5 asistencias por partido. Al año siguiente ficharía por los Rochester Royals, pero tras 7 partidos sería despedido.
Acabó su carrera profesional jugando una temporada en los Grand Rapids Hornets de la NPBL, promediando en la única temporada de la comnetición 10,1 puntos por partido.

#### Estadísticas en la BAA y la NBA

##### Temporada regular
| Temporada | Edad | Equipo            | Liga  | P  | TC  | TCA  | %TC  | TL  | TLA | %TL  | ASIS | FP  | PTS |
| 1948-49   | 28   | Indianapolis Jets | BAA   | 54 | 3.3 | 11.8 | .276 | 1.7 | 2.3 | .720 | 2.5  | 2.7 | 8.2 |
| 1949-50   | 29   | Rochester Royals  | NBA   | 7  | 1.6 | 3.3  | .478 | 1.7 | 1.9 | .923 | 0.1  | 1.0 | 4.9 |
| Total     |      |                   | TOTAL | 61 | 3.1 | 10.8 | .283 | 1.7 | 2.3 | .739 | 2.2  | 2.5 | 7.8 |
|           |      |                   | BAA   | 54 | 3.3 | 11.8 | .276 | 1.7 | 2.3 | .720 | 2.5  | 2.7 | 8.2 |
|           |      |                   | NBA   | 7  | 1.6 | 3.3  | .478 | 1.7 | 1.9 | .923 | 0.1  | 1.0 | 4.9 |